# François-Nicolas-Henri Racine de Monville
François-Nicolas-Henri Racine du Jonquoy, sieur de Monville et de Thuit (proche des Andelys), baptisé le 4 octobre 1734 à Paris, où il est mort le 8 mars 1797, est un rentier français.

## Biographie
Élevé par son grand-père, Monville mène une vie de luxe et d’oisiveté de riche célibataire passionné de sport, de musique et d’équitation jusqu'à son mariage, le 29 septembre 1755 avec sa cousine Anne-Charlotte Lucas de Boncourt, qui mourra six ans plus tard. En 1757, il remplace Antoine Pecquet au poste de grand maître des eaux-et-forêts au département de Rouen. Il occupera ce poste jusqu'en 1765.
Le considérable héritage que lui a laissé son grand-père maternel, qui était fermier général, lui permettra, entre autres, de faire construire, rue d’Anjou, en 1766 par Boullée les Grand et Petit Hôtels de Monville, demeures de style néoclassique de sa conception. Tous deux seront démolis au XIXe siècle lors du percement du boulevard Malesherbes.
Passionné de botanique et d’horticulture, il fait l’acquisition, de 1774 à 1786, dans les alentours du village de Retz, en lisière de la forêt de Marly, de propriétés où il créera le Désert de Retz, un jardin pittoresque anglo-chinois, l’un des rares à subsister dans une forme proche de sa création d’origine. En juillet 1792, Monville vend tous ses biens immobiliers dont le Désert de Retz pour 108 000 livres à Lewis Disney Fytche (en) of Swinderby, un Anglais excentrique, auquel il sera confisqué durant la Révolution, en 1793. Lui-même arrêté durant la Terreur, le 17 mai 1794, Monville est emprisonné à l'hôtel Talaru, accusé des crimes d’« anglomanie et sybaritisme ». Il fut libéré onze jours après la chute de Robespierre, le 5 août 1794, pour achever sa vie de plaisirs trois ans plus tard, d’un abcès à la gencive à la suite d'une opération dentaire.